# Superdólar

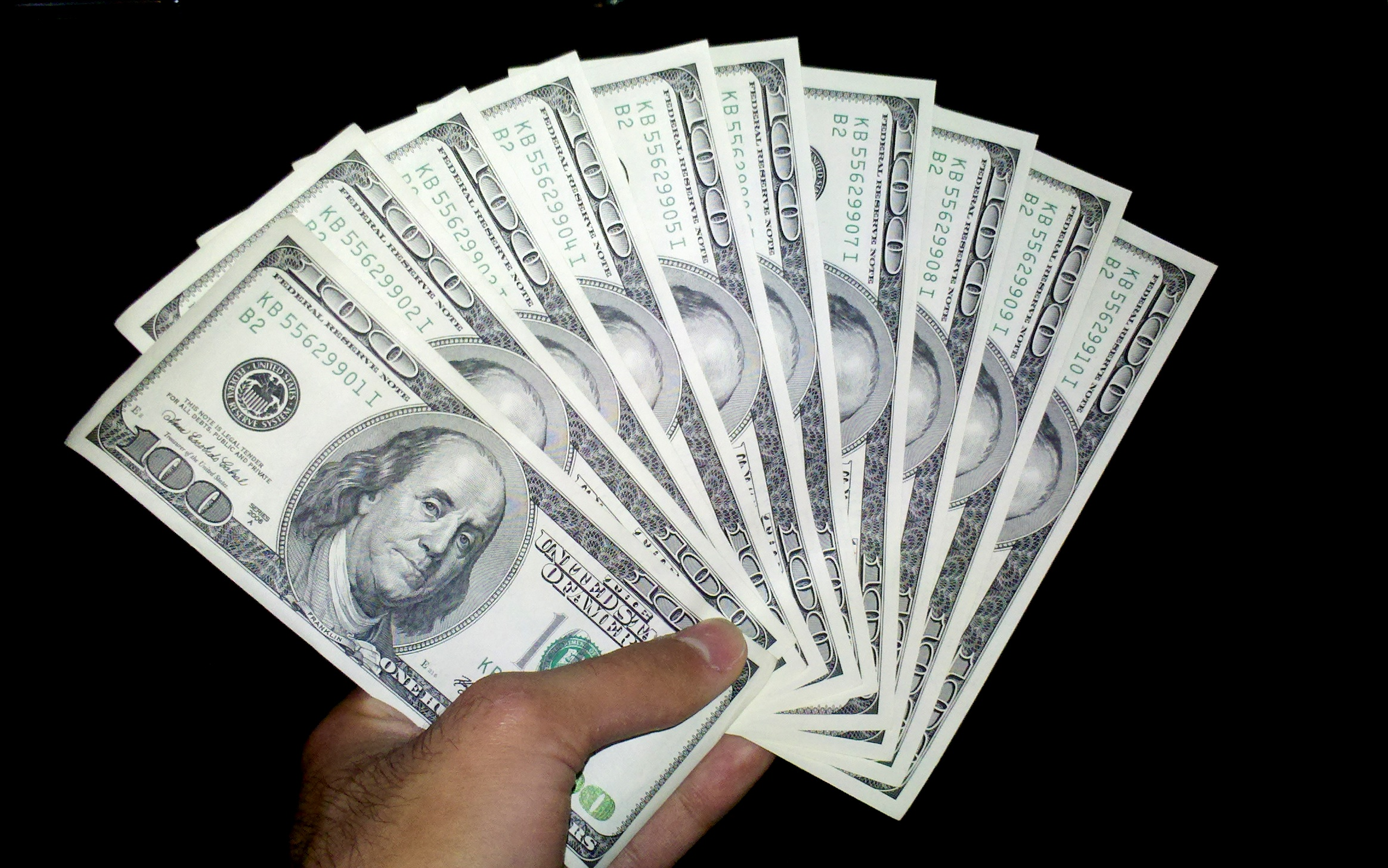
Generalmente se usan billetes de 100 dólares.

Superdólar es el nombre dado a los billetes de cien dólares (también se usan de menor denominación) falsos, que el gobierno estadounidense alega haber sido producidos por distintas organizaciones o gobiernos desconocidos. En 2011, fuentes gubernamentales declararon que estos billetes falsos estuvieron en "circulación mundial" desde finales de la década de 1980 hasta al menos julio de 2000 en un caso judicial de extradición.
Si bien hay muchas características en los superdólares que se pueden detectar con la tecnología actual, siempre se están produciendo superdólares nuevos y más sofisticados. Ninguna tecnología actual puede garantizar la captura del 100% de los superdólares en circulación.
Se ha sospechado que varios grupos crearon tales billetes y la opinión internacional sobre el origen de estos varía. El gobierno de Estados Unidos cree que lo más probable es que la mayoría de estos billetes se hayan producido en Corea del Norte.
En 2013 entró en circulación un nuevo diseño de billete de $ 100 destinado a frustrar la falsificación, que incorpora una "cinta de seguridad 3D", números y dibujos que cambian de color y microimpresión.

## Producción
Se dice que los superdólares están hechos con tinta de la más alta calidad impresa sobre una mezcla de algodón/lino, y están diseñados para recrear las diversas características de seguridad de la moneda de los Estados Unidos, como las fibras de seguridad rojas y azules, el hilo de seguridad y la marca de agua. Además, se imprimen mediante un proceso de impresión en huecograbado o con planchas grabadas, el mismo proceso que utiliza el gobierno de los Estados Unidos para los billetes legítimos. En la mayoría de las falsificaciones, la impresión offset o la inyección de tinta en color y la impresión láser son los medios más comunes para hacer dinero falso.